# Білай Віра Йосипівна
Білай Віра Йосипівна (нар. 12 липня 1908, Нікополь, Російська імперія — 12 червня 1994, Україна) — українська вчена у галузях мікології та фармакології, член-кореспондент НАН України (1961), Заслужений діяч науки і техніки УРСР (1968), професор (1960), доктор біологічних наук (1955).

## Навчання
В 1929 році В.Білай закінчила агрономічний факультет Криворізького сільсько-господарського інституту. А в 1933 році — аспірантуру Інституту соціалістичної реконструкції сільського господарства Академії Наук УРСР в Києві.
У 1942 році їй було присвоєне вчене звання кандидат біологічних наук, а у 1955 р. — вчене звання доктора біологічних наук за працю «Систематика грибів роду Fusarium».

## Трудова та наукова діяльність
Після закінчення вишу з 1929 року почала працювати агрономом у Донецькій області. З 1933 по 1935 роки В.Білай працювала асистенткою Агроінженерного факультету Інституту цукрового буряка у Києві.
За майже шість десятиліть — у 1935—1994 роках вона пройшла шлях від лаборантки до завідувачки відділу систематики і фізіології мікроміцетів Інституту мікробіології і вірусології НАН України.
В 1969—1971 рр. В.Білай також працювала завідувачкою кафедри мікробіології та загальної імунології біологічного факультету Київського державного університету імені Тараса Шевченка.

### Сфера наукових інтересів
- вивчення етіології фузаріотоксикоза людей
- розробка профілактичних заходів боротьби з ними (1942—1946 роки)[[1].

Разом з М.Підоплічком створила і запровадила у практику антибіотик мікроцид.
В.Білай підготувала 36 кандидатів та 4 докторів наук.

### Публікації
Авторка 15 монографій, 285 статей та 15 авторських свідоцтв.
- Микроскопические грибы — продуценты антибиотиков. — К., 1961;
- Биологически активные вещества микроскопических грибов и их применение. — К., 1965;
- Билай В. И. Основы общей микологии. — К., 1974;
- Билай В. И., Коваль Э. З. Аспергиллы: Определитель / АН УССР, Институт микробиологии и вирусологии имени Д. К. Заболотного. — К.: Наукова думка, 1988. — 202 с.: ил.

## Громадська діяльність
Білай входила до складу делегації УРСР на сесіях Генеральної Асамблеї ООН у 1956-1957 роках.

## Нагороди
- Лауреат Державної премії СРСР (1952, 1978).
- Лауреат Премії НАН України імені Д. К. Заболотного (1970).
- Лауреат Державної премії України в галузі науки і техніки (1978) за роботу «Теоретичні основи і технології промислового виробництва та застосування високоочищених ферментів глюкозооксидази і каталази та освітлення крові як додаткового джерела харчового білка» (у співавторстві).
- Орден Леніна.
- два ордени Трудового Червоного Прапора.
- два ордени «Знак Пошани».
- Медаль «За доблесну працю у Великій Вітчизняній війні 1941—1945 рр.».
- Заслужений діяч науки УРСР.

## Вшанування пам'яті
У місті Нікополь вулицю Успенського перейменували на вулицю Віри Білай.